# Emilio Lavagnino
Emilio Lavagnino (Roma, 22 agosto 1898 – Ginevra, 12 aprile 1963) è stato uno storico dell'arte e critico d'arte italiano.
La sua figura può essere accostata a quella di Rodolfo Siviero, per l'impegno da entrambi profuso nella difesa del patrimonio artistico italiano dalle spoliazioni e dai trafugamenti nazisti durante la seconda guerra mondiale

## Biografia
Laureato nel 1921 con Adolfo Venturi, nel 1926 fu ispettore aggiunto alla Soprintendenza di Palermo. L'anno successivo entrò alla soprintendenza di Napoli, dove prese parte all'importante restauro della Chiesa di San Gennaro fuori le mura, con l'eliminazione delle superfetazioni successive e la notevole scoperta archeologica della sottostante basilica paleocristiana.
Nel 1924 sposò Angela Lattanzi, bibliotecaria, funzionaria e musicista, da cui ebbe una figlia, Alessandra Lavagnino, futura scrittrice e insegnante di Parassitologia presso l'Università di Palermo. Il matrimonio fu annullato dopo alcuni anni.
Divenuto ispettore nel 1928, rimase a Napoli fino al 1929, anno in cui fu trasferito alla Soprintendenza ai musei di Roma, che lo portò, nel 1933, alla direzione della Galleria nazionale d'arte antica.
La sua carriera fu gravemente compromessa quando il suo atteggiamento politico suscitò i sospetti del regime fascista: ne seguì l'esclusione dal mondo delle belle arti con la nomina a ispettore centrale di seconda classe per l'insegnamento medio. L'attenzione della polizia fascista è testimoniata da una nota inviata nel 1942 a Giuseppe Bottai, Ministro dell'educazione nazionale, si segnalavano i sospetti su suoi perduranti contatti con lo storico dell'arte Giuseppe De Logu, antifascista in esilio a Zurigo.

### Seconda guerra mondiale
Decisivo fu il suo ruolo nei momenti più tragici e convulsi della seconda guerra mondiale, quando si adoperò con energia alla salvaguardia del patrimonio artistico italiano dai rischi connessi ai trafugamenti e alla messa in sicurezza dai previsti bombardamenti. Assieme ad Aldo De' Rinaldis e a un giovanissimo Federico Zeri, nel corso del 1945-1946, prevedendo che il palazzo del Quirinale non sarebbe stato utilizzato dal Capo dello Stato repubblicano, elaborò una proposta per musealizzare il palazzo in modo simile a quanto accaduto con il Louvre e l'Ermitage. In seguito il Quirinale venne scelto come palazzo del Presidente della Repubblica e tale proposta non ebbe seguito.
All'opera di salvataggio del patrimonio artistico italiano, la figlia Alessandra Lavagnino, ha dedicato un romanzo, Le bibliotecarie di Alessandria, ispirato alla vita di entrambi i genitori. La vicenda ha anche ispirato il regista Vittorio Salerno in Lavagnino - Diario di un salvataggio artistico, del 2007.

### Opere scelte
- Storia dell'arte medioevale italiana, Torino 1936
- L'arte moderna dai neoclassici ai contemporanei. Torino, Utet, 1956 (Storia dell'arte classica e italiana, vol. I)

### Letteratura e documentaristica
- Alessandra Lavagnino, Un inverno 1943-1944, (romanzo) Sellerio Editore, Palermo, 2006
- Lavagnino - Diario di un salvataggio artistico, 2007, regia di Vittorio Salerno